# Club Brugge KV
El Club Brugge Koninklijke Voetbalvereniging o Club Brugge KV (Club Bruges en català) és un equip de futbol de la ciutat de Bruges, a la regió de Flandes, Bèlgica. Actualment milita a la primera divisió belga.

## Història
El club és un dels equips de futbol més antics d'Europa, car es va fundar en 1891, amb el nom inicial de Brugsche Football Club.
El seu primer títol en el campionat belga va arribar en la temporada 1919-20. No obstant això, va haver de passar un llarg període perquè el Bruges aconseguís ser campió novament en la lliga belga. Això no es va produir fins a l'dècada dels 70, en la temporada 1972-73, donant inici a l'època daurada del club. En aquests anys 70 va guanyar fins a un total de cinc lligues, i l'any 1978 va arribar fins a la final de la Copa d'Europa, sent l'únic club de Bèlgica que ha pogut aconseguir-ho. En la final va caure per 1 a 0 contra el Liverpool FC a l'estadi de Wembley.
Des de llavors s'ha convertit en el segon equip en nombre de títols del futbol belga, per darrere del RSC Anderlecht i acumula nombroses participacions en la Lliga de Campions i en la Copa de la UEFA.

## Palmarès

### Tornejos nacionals (48+4)
- Lliga belga (19): 1919-20, 1972-73, 1975-76, 1976-97, 1977-78, 1979-80, 1987-88, 1989-90, 1991-92, 1995-96, 1997-98, 2002-03, 2004-05, 2015-16, 2017-18, 2019-20, 2020-21, 2021-22, 2023-24
- Copa de Bèlgica (12): 1967-68, 1969-70, 1976-77, 1985-86, 1990-91, 1994-95, 1995-96, 2001-02, 2003-04, 2006-07, 2014-15, 2024-25
- Supercopa de Bèlgica (17): 1980, 1986, 1988, 1990, 1991, 1992, 1994, 1996, 1998, 2002, 2003, 2004, 2005, 2016, 2018, 2021, 2022
- Segona Divisió Belga (4): 1928-29, 1934-35, 1945-46, 1948-49

### Tornejos internacionals
- Subcampió de la Copa de la UEFA: 1975-76
- Subcampió de la Copa d'Europa: 1977-78